# Haréville
Haréville là một xã ở tỉnh Vosges, vùng Grand Est, Pháp. Xã này có diện tích 6,56 km² dân số năm 1999 là 475 người. Xã này nằm ở khu vực có độ cao trung bình 378 m trên mực nước biển. 

## Biến động dân số
| 1962                                         | 1968 | 1975 | 1982 | 1990 | 1999 |
| -------------------------------------------- | ---- | ---- | ---- | ---- | ---- |
| 243                                          | 248  | 295  | 389  | 429  | 475  |
| Số liệu từ năm 1962: Dân số không tính trùng |      |      |      |      |      |